# Taxe Buffet
Lire en ligne

Lire sur Légifrance

La taxe Buffet est une taxe affectée française instaurée en 2000 afin de financer le sport amateur. Ce mécanisme de solidarité entre le sport professionnel et amateur prend la forme d'une taxe sur la cession de droits de retransmission d'événements sportifs se déroulant en France.

## Historique

### Création
Un mécanisme de mutualisation des ressources entre le sport professionnel et le sport amateur est mis en place en 1999. La loi de finances pour 2000 instaure une contribution sur la cession à un service de télévision des droits de diffusion de manifestations ou de compétitions sportives dite taxe Buffet, du nom de la ministre des sports de l’époque, Marie-George Buffet. Il s'agit d'un taux fixe de 5 % prélevé sur les droits TV. Marie-George Buffet était partisane d'un taux de 10 %. Le produit de cette taxe codifié à l'article 302 bis ZE du code général des impôts est affecté au Fonds national de développement du sport (FNDS),. Ce financement de l'accès au sport pour tous vient pallier la faiblesse des crédits budgétaires alloués au ministère. Le président de la Ligue nationale de football, Noël Le Graët, s'opposa fermement au projet estimant qu'il s'agit d'une « mauvaise décision » car le football français « est déjà un bon payeur ». La ministre rappela que les droits télévisés sont octroyés par l’État à la Fédération française de football, qui elle-même les délègue à la Ligue.
À compter de 2006, le produit de la taxe est affecté au Centre national pour le développement du sport (CNDS), établissement public administratif placé sous la tutelle du ministère chargé des sports, qui remplace le FNDS.

### Élargissement de l'assiette
Depuis le 1er juillet 2008, le champ d'application de la « taxe Buffet » a été étendu à tous les canaux de diffusion de la télévision – incluant internet et la téléphonie mobile – ainsi qu'à la diffusion de manifestations ou compétitions sportives en vidéo à la demande.
En 2013, la cour des comptes recommande d'élargir l'assiette aux retransmissions cédées à des diffuseurs français par des détenteurs de droits situés à l'étranger. La ministre des sports Valérie Fourneyron se déclare favorable à un élargissement de l'assiette afin de compenser la baisse de rendement de la taxe. La loi de finances rectificative pour 2013 étend l'assiette aux organisateurs étrangers d'événements se déroulant au moins en partie en France (par exemple les compétitions de l'UEFA). Lorsque les détenteurs de droits ne sont pas établis en France, le produit de la taxe sera dû par les diffuseurs des manifestations sportives,. Le conseil constitutionnel censure le texte, estimant qu'il est « contraire à l'égalité devant la loi fiscale de prévoir que, selon le lieu d'établissement du détenteur des droits de retransmission, cette taxe sur les cessions des droits de diffusion soit acquittée par celui qui cède ces droits ou celui qui les acquiert »,.

### Relèvement du plafond
La hausse des droits TV, à la suite de l'obtention par Mediapro des principaux lots de l'appel d'offres organisé par la Ligue de football professionnel, amène le député Cédric Roussel à réclamer le déplafonnement de la taxe. Deux ans plus tard, le Parlement relève le plafond, au montant estimé des recettes des droits télévisés pour 2021 (74,1 millions d’euros). Ce déplafonnement de la taxe intervient juste avant la fin officielle de l'aventure française de Mediapro qui va se traduire par une forte baisse des droits TV,. 
Le plafond a été porté à 74,1 M€ par la LFI 2021 (contre 40 M€ en 2020), soit l’équivalent du produit supplémentaire attendu à partir de cette année-là des droits audiovisuels pour le football. Il a été maintenu en LFI 2022, puis ramené à 59,7 M€ en LFI 2023 pour tenir compte du moindre rendement de la taxe observé sur l’exercice précédent.
À compter du 24 avril 2019, le produit de la taxe est affecté à l'agence nationale du sport, afin de financer le développement des associations sportives locales et la formation de leurs animateurs.

## Caractéristiques

### Produit
En 2012, le produit de la taxe est évalué à 43,4 millions d'euros, dont 90 % provenant du football,.
| Année | Produit (M€) | Année | Produit (M€) |
| ----- | ------------ | ----- | ------------ |
| 2000  |              | 2012  | 43           |
| 2001  |              | 2013  | 41           |
| 2002  |              | 2014  | 41           |
| 2003  |              | 2015  | 41           |
| 2004  |              | 2016  | 41           |
| 2005  |              | 2017  | 39           |
| 2006  | 38           | 2018  | 41           |
| 2007  | 40           | 2019  | 52,1         |
| 2008  | 43           | 2020  | 47           |
| 2009  | 43           | 2021  | 56,7         |
| 2010  | 43           | 2022  | 52,1         |
| 2011  | 43           | 2023  | 46,2         |

### Redevables
Le produit de la taxe est dû par les fédérations et ligues qui bénéficient de droits de retransmission télévisée sur leurs compétitions sportives.

### Bénéficiaire
Le produit de la taxe est affecté à l'agence nationale du sport, qui succède au CNDS. En 2012, la taxe Buffet représente environ 17 % des ressources du CNDS.